# Murder by Death (película)
Murder by Death (titulada Un cadáver a los postres en España y Crimen por muerte en Hispanoamérica) es una película coral de comedia y misterio, dirigida por Robert Moore, estrenada en 1976. En su reparto figuran los actores Elsa Lanchester, Peter Sellers, James Coco, James Cromwell, Peter Falk, David Niven, Estelle Winwood, Maggie Smith, Alec Guinness y el escritor Truman Capote (que obtuvo una nominación al Globo de Oro como mejor actor debutante). El guion está escrito por el dramaturgo y autor teatral Neil Simon.
El argumento parodia las novelas y películas en las que un grupo de personas se reúne en una mansión aislada para pasar un fin de semana (como, por ejemplo, Diez negritos de Agatha Christie). El reparto interpreta a una amalgama de detectives de ficción, muy conocidos en la literatura inglesa y norteamericana, como Hércules Poirot, Miss Marple, Charlie Chan, Sam Spade o Nick y Nora Charles, cambiando ligeramente su identidad (por ejemplo el personaje interpretado por Peter Sellers, un trasunto de Charlie Chan, en la película se llama Sidney Wang).
La película se presentó en el Festival de Cine de Venecia del año 1976. Aunque su carrera comercial no fue totalmente exitosa, siendo la octava película con mayor recaudación de su temporada en Estados Unidos, con los años se ha convertido en una película de culto.

## Sinopsis
Un grupo de cinco renombrados detectives, cada uno acompañado por una persona de confianza, recibe una invitación para "una cena con asesinato" a cargo de un misterioso anfitrión llamado Lionel Twain (Truman Capote). Para atender a los invitados en la apartada mansión donde los ha citado, el excéntrico millonario cuenta con un mayordomo ciego llamado Jameseñor Bensonseñora (Alec Guinness) y una cocinera sordomuda, contratada para la ocasión, llamada Yetta (Nancy Walker).
Los invitados, con diversas dificultades de desplazamiento, van llegando poco a poco a la mansión y son acomodados por el mayordomo en habitaciones infectas. Citados por el anfitrión a la cena vestidos de etiqueta, poco a poco los detectives bajan a tomar un aperitivo y aprovechan para los reencuentros (ya que algunos ya se conocen) y para las presentarciones ante el resto de los invitados. Sidney Wang (Peter Sellers) va acompañado por su hijo adoptivo japonés Willie (Richard Narita). Dick (David Niven) y Dora Charleston (Maggie Smith) se han traído a su mascota Miron. Milo Perrier (James Coco) va a pasar el fin de semana acompañado por su chofer y secretario Marcel Cassette (James Cromwell). El rudo detective privado Sam Diamond (Peter Falk) ha invitado a su secretaria y amante la señorita Tess Skeffington (Eileen Brennan). Finalmente completa la nómina de invitados la Señorita Jessica Marbles (Elsa Lanchester) que acompaña a su enfermera la Señorita Withers (Estelle Winwood). 
Ya en la cena los invitados se percatan que el anfitrión no les va a acompañar ("prefiere comer fuera" según el mayordomo). Después de una accidentada cena repleta de incidentes, como la caída de espadas sobre los invitados o el envenenamiento del vino para el brindis, en la que no llegan a probar bocado, se presenta ante ellos Lionel Twain revelando sus verdaderas intenciones: clausura puertas y ventanas hasta la mañana siguiente, para que nadie pueda entrar ni salir, y anuncia a los presentes que a medianoche se cometerá un asesinato y alguien aparecerá con doce cuchilladas en la espalda. Quien resuelva el enigma ganará 1.000.000 de dólares "y los derechos de novela y película". Revelado el propósito de la velada el anfitrión desaparece. 
Ante la sorpresa de esta revelación los detectives y sus acompañantes deciden permanecer en el comedor ya que si están todos juntos habrá testigos del crimen. Pero, con la sensación de que algo está moviendo los hilos en la sombra, los detectives descubren que el mayordomo ha sido asesinado, que la cocinera es un maniquí o que la casa tiene habitaciones ocultas gestionadas electrónicamente. Ello los obliga a salir en varias ocasiones del comedor, en pareja, en grupos o individualmente. A medianoche todos invitados, que han logrado permanecer juntos a esa hora, descubren que el hombre acuchillado es el anfitrión, Lionel Twain, y pasan el resto de la velada investigando quién ha cometido los asesinatos. En sus pesquisas cada uno de los detectives presenta sus hipótesis para resolver el asesinato de Twain y descubren que todos tienen algún motivo para desear su muerte: aunque fue adoptado por el, al descubrir que era oriental, lo repudió (caso de Sidney Wang), le hacía chantaje por su homosexualidad inconfesa (Sam Diamond), le había prestado mucho dinero (Nick Charleston), la había dejado plantada en el altar (Jessica Marbles) o había asesinado en una cacería a su pekinesa (Milo Perrier).
Al final de la noche, y dado que no llegan a una conclusión sobre quién ha asesinado al anfitrión, cada pareja decide retirarse a dormir a su habitación, cerrándose con cerrojo porque no confían los unos en los otros. Entonces son víctimas de un intento de asesinato de diversas formas: con gas venenoso, escorpiones, serpientes o una bomba. En la siguiente escena observamos como el mayordomo, Jamesseñor Bensonseñora, ni era ciego, ni había sido asesinado, y va tachando de una lista uno por uno los nombres de los invitados a medida que las trampas se activan. Sin embargo cada pareja, milagrosamente, se salva y no cae en la trampa, revelando una "solución verdadera" del crimen y reclamando el millón de dólares. 
Pero nadie acierta porque, bajo la máscara del mayordomo, se encuentra el auténtico Lionel Twain. Twain revela que ha planeado este fin de semana en la mansión como venganza contra los detectives porque son unos farsantes: no son grandes detectives, en sus investigaciones se reservan pistas e información y en sus novelas introducen personajes en el último minuto para evitar que los lectores descubran por sí mismos quiénes son los asesinos de los enigmas que proponen. Por tanto, al no solucionar el caso, cada uno de los detectives es invitado a marcharse de la mansión y, lógicamente, ninguno consigue el millón de dólares de premio.
Después de que los invitados se hayan marchado en sus coches, Twain se quita una máscara. Sólo los espectadores sabemos que la verdad es que la cocinera Yetta, fumando y carcajeándose histéricamente, ha sido la organizadora de la velada.

## Reparto y personajes
Los personajes principales de Un cadáver a los postres son parodias de famosos detectives de ficción.

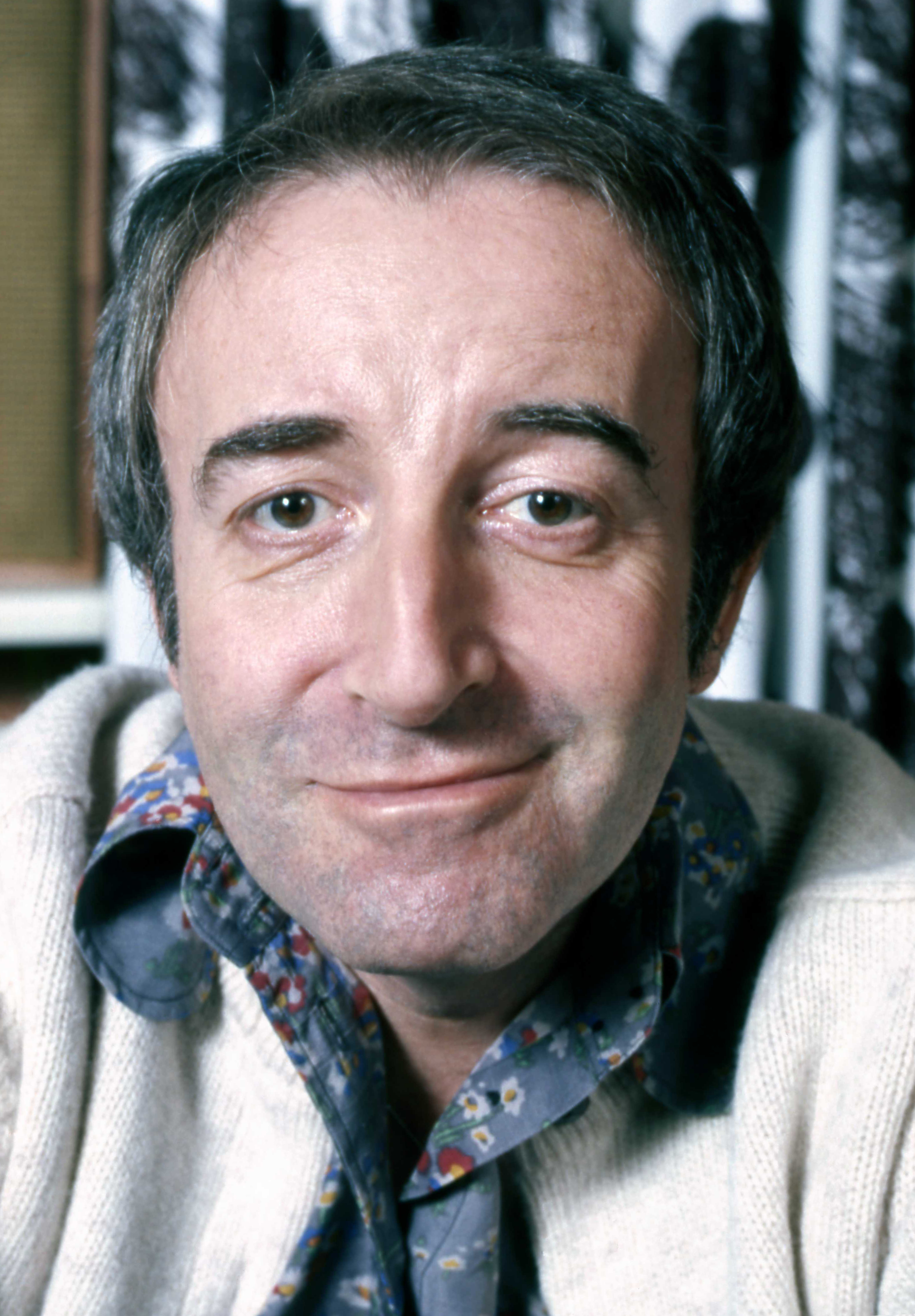
Peter Sellers encarna al icónico detective chino, adicto a los refranes, Sidney Wang

- Peter Sellers encarna al icónico detective chino, adicto a los refranes, Sidney WangEl inspector Sidney Wang (interpretado por Peter Sellers) es una adaptación del detective Charlie Chan, personaje creado en 1925 por Earl Derr Biggers. Su acompañante es Willie Wang (interpretado por Richard Narita), su hijo adoptivo japonés. Wang viste elaborados trajes chinos tradicionales, tiene un marcado acento chino -que sirve de mofa para el resto de los personajes y es criticado por el anfitrión Lionel Twain- y el uso abusivo de refranes.

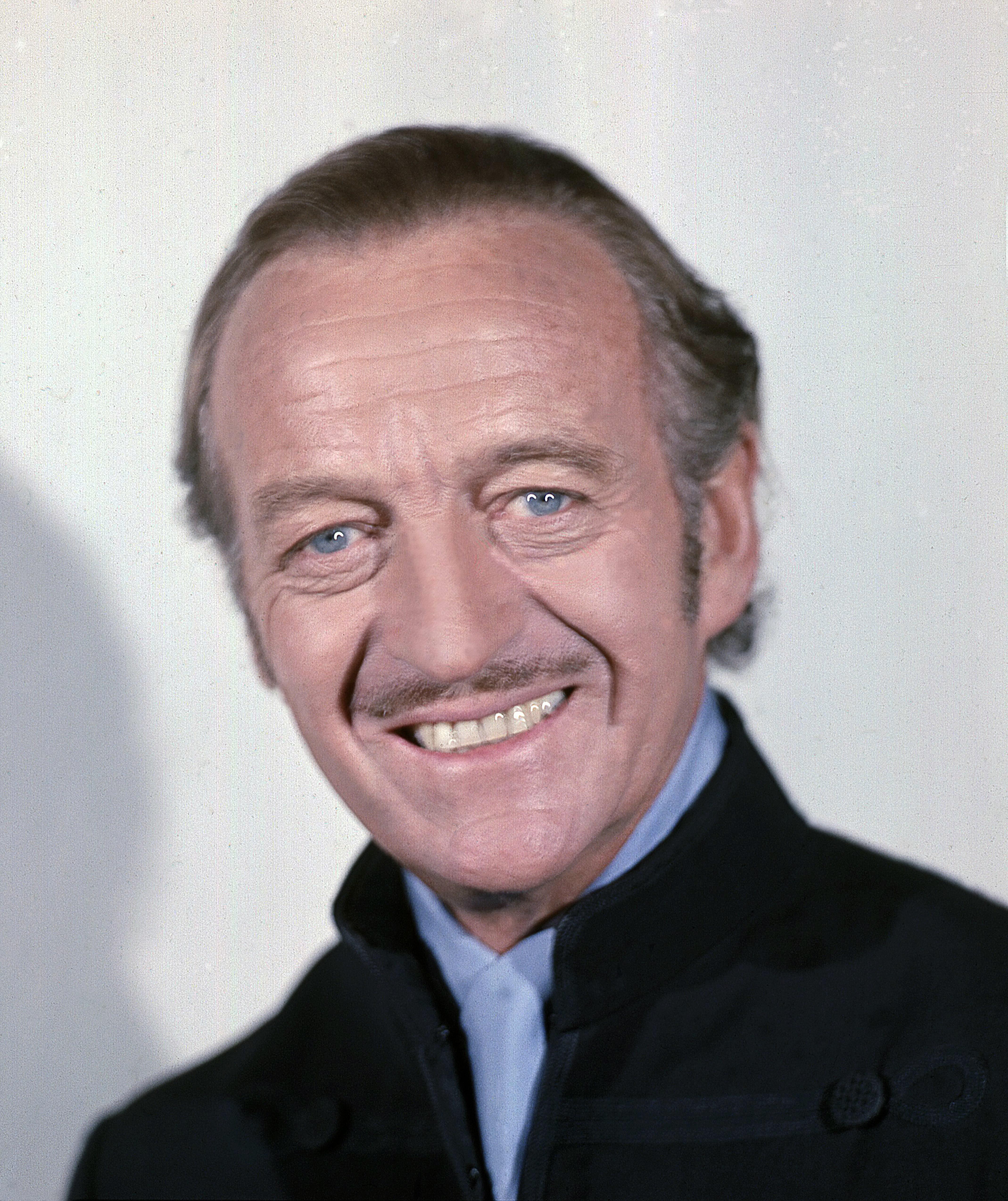
Dick Charleston, interpretado por David Niven, es un detective de la alta sociedad neoyorkina.

- Dick y Dora Charleston (David Niven y Maggie Smith) son una pareja de detectives elegante, sofisticada y de la alta sociedad inspirados por los detectives Nick y Nora Charles creados por Dashiell Hammett. En la película llevan una copa de bebida permanentemente en la mano y se hacen acompañar por su mascota, un perro llamado Myron, que con sus ladridos les alerta de varios peligros.

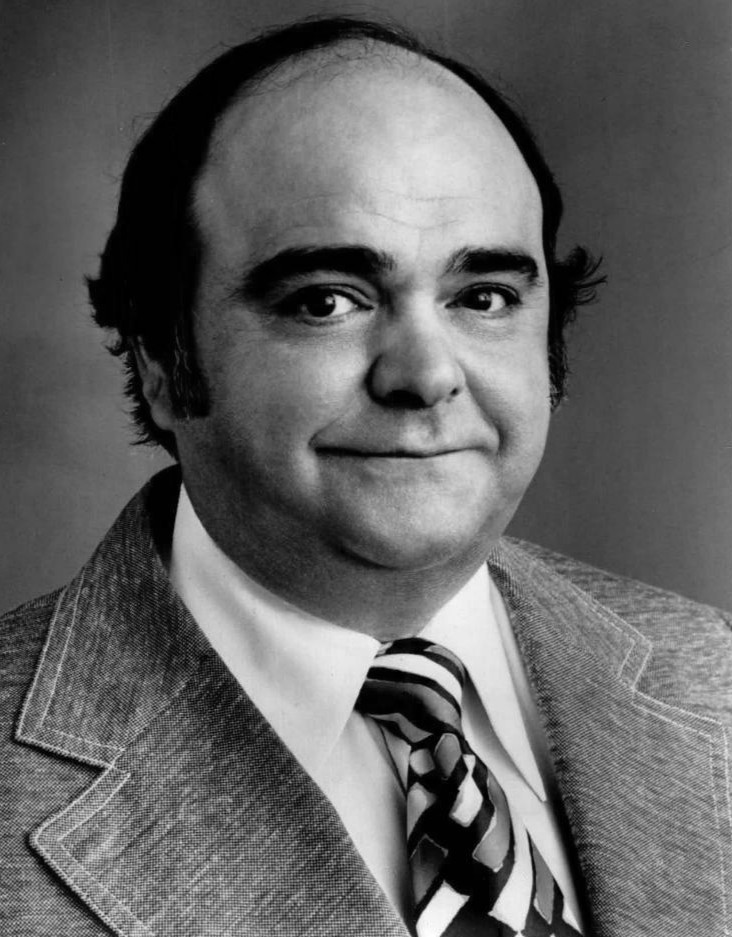
James Coco es el detective belga, glotón y lenguaraz, Milo Perrier

- James Coco es el detective belga, glotón y lenguaraz, Milo PerrierMilo Perrier (interpretado por James Coco) es una adaptación del célebre detective Hércules Poirot de Agatha Christie. Acompañado en la película por su chófer y secretario Marcel Cassette (James Cromwell, en su debut cinematográfico), trasunto del capitán Arthur Hastings. Con un cómico acento francés, se presenta como un personaje glotón y al que le gusta imponer su opinión y llevar la voz cantante.

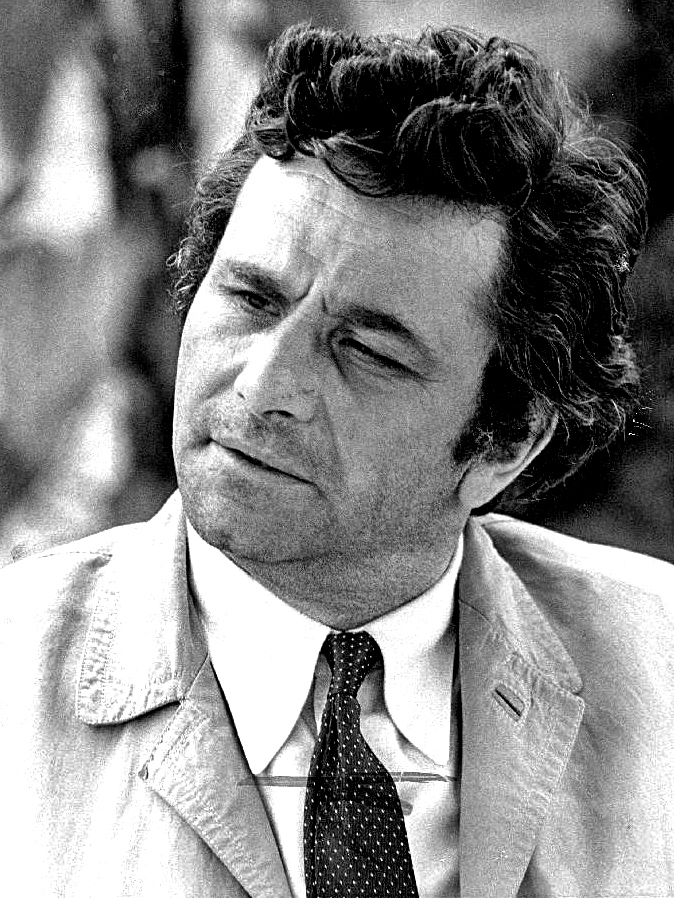
Aunque se suela confundir con su icónico Colombo, Peter Falk encarna en Un cadáver a los postres un trasunto de Sam Spade -el personaje literario creado por Dashiell Hammett-.

- Aunque se suela confundir con su icónico Colombo, Peter Falk encarna en Un cadáver a los postres un trasunto de Sam Spade -el personaje literario creado por Dashiell Hammett-.Sam Diamond (Peter Falk) es una parodia del detective de Dashiell Hammett Sam Spade que apareció por primera vez en la novela El halcón maltés. Acompañado por su sexy secretaria y amante, la señorita Tess Skeffington (Eileen Brennan un trasunto de Effie Perine, la secretaria en las novelas de Spade), a quien Diamond siempre trata de manera descortés y grosera.

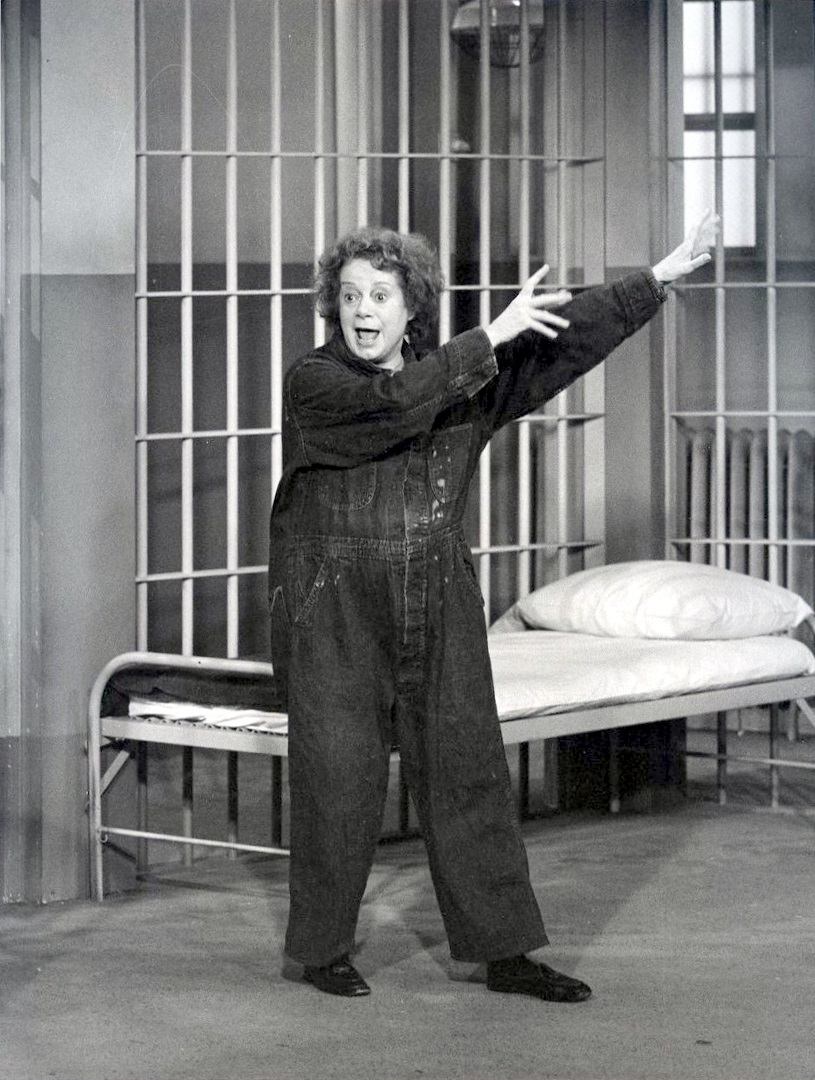
Elsa Lanchester es la investigadora Jessica Marbles -propietaria de "un traje sastre deformado" (en palabras de Dick Charleston)-

- Jessica Marbles (Elsa Lanchester) es reflejo de Miss Marple creada por Agatha Christie. Se caracteriza por tener un carácter decidido y fuerte personalidad e ir vestida "con un traje sastre deformado" en palabras de Dick Charleston. Es acompañada por su anciana enfermera, la señorita Withers (Estelle Winwood), a quien la señorita Marbles cuida ahora debido a su avanzada edad.

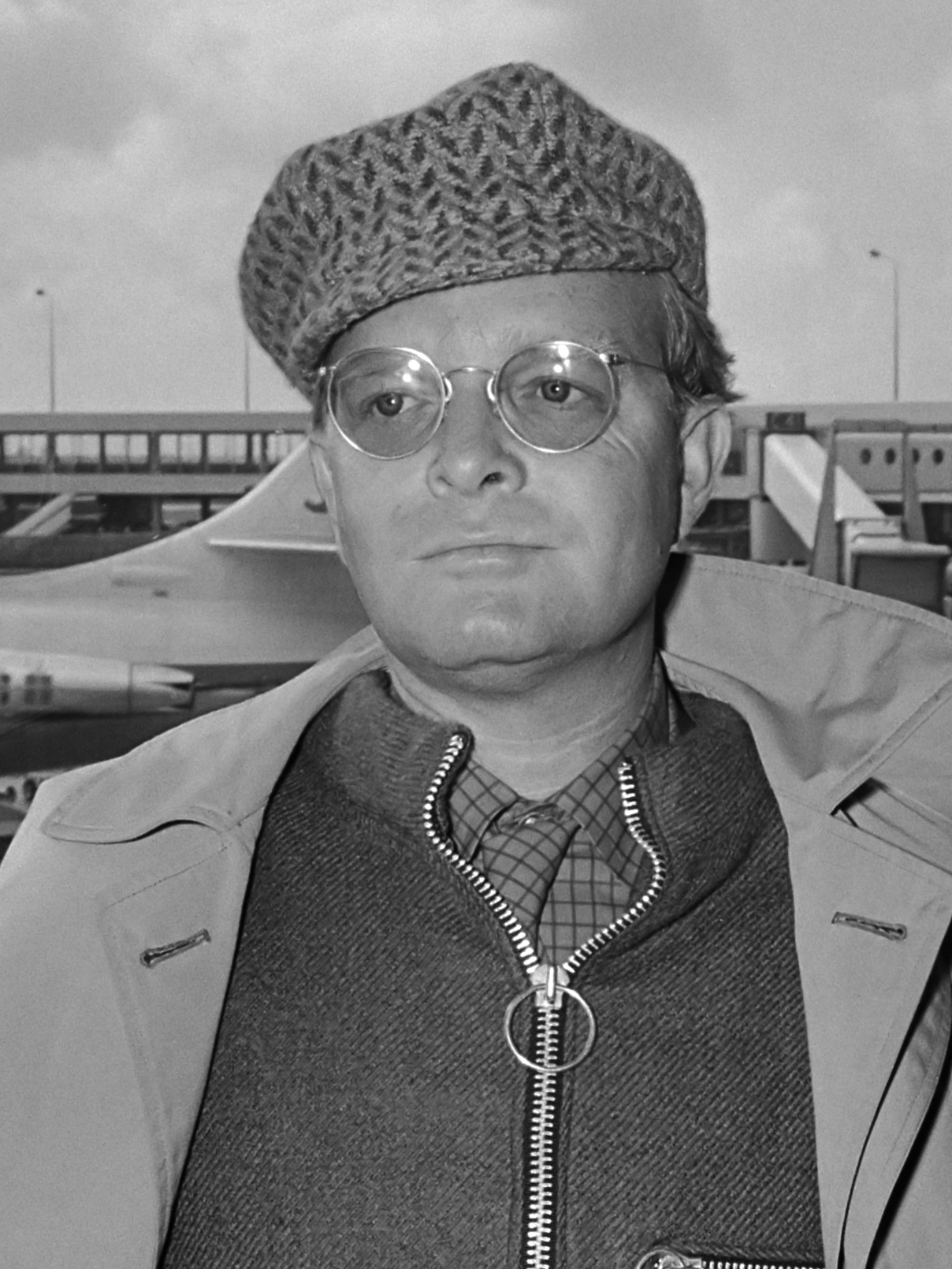
Truman Capote da vida al excéntrico anfitrión de la velada: Lionel Twain.

- Truman Capote da vida al excéntrico anfitrión de la velada: Lionel Twain.Lionel Twain (interpretado por el escritor Truman Capote) es un millonario excéntrico que invita a los detectives a pasar el fin de semana. Aficionado a la electrónica, su mansión es lúgubre, de habitaciones descuidadas, lluvia constante sobre los cristales y pertinaz niebla. No tiene meñiques, aunque sí diez dedos.

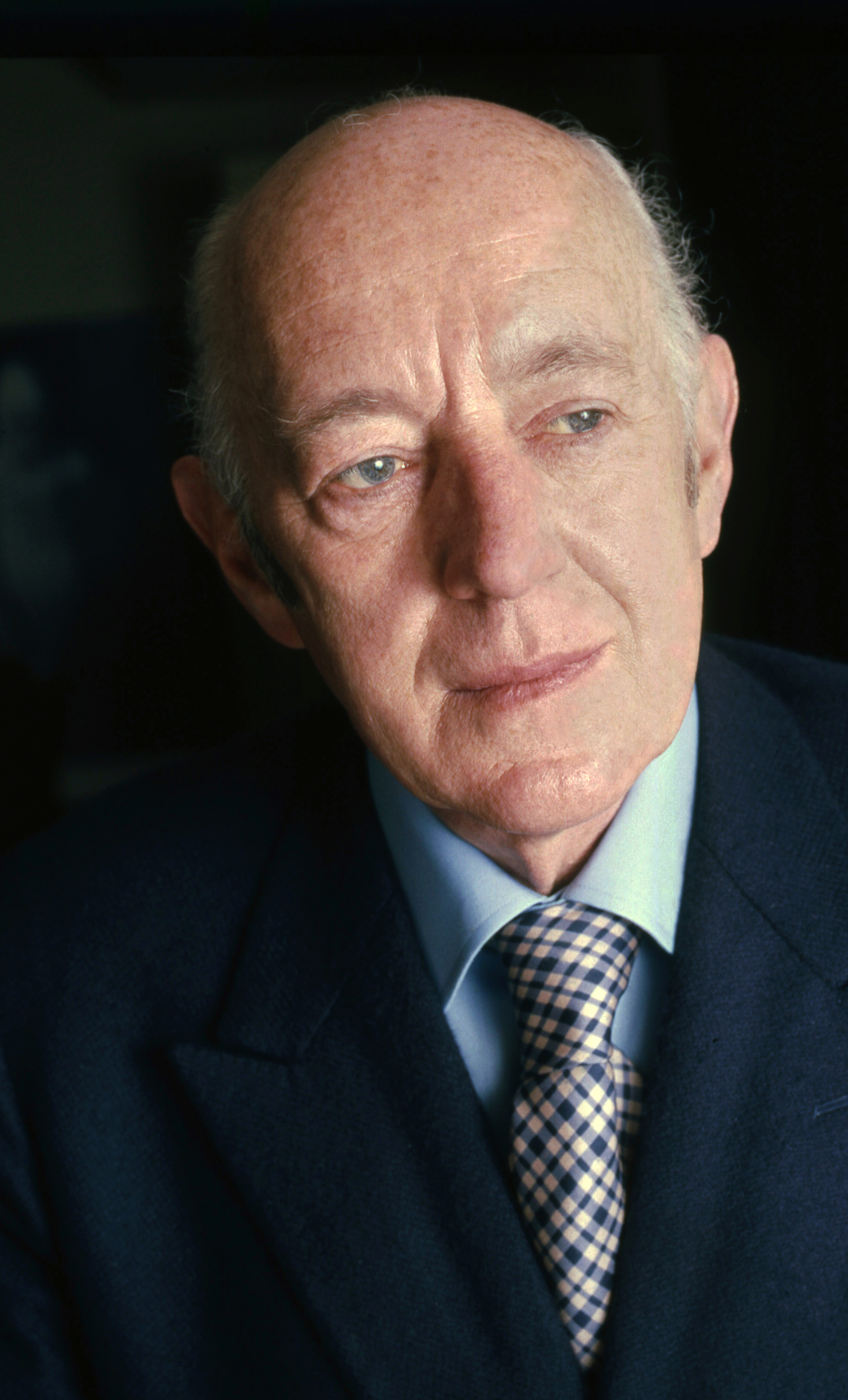
El mayordomo ciego, socarrón y con gusto por los juegos de palabras, Jamesseñor Bensonseñora, está interpretado por Alec Guinness

- El mayordomo ciego, socarrón y con gusto por los juegos de palabras, Jamesseñor Bensonseñora, está interpretado por Alec GuinnessJameseñor Bensonseñora (Alec Guinness) es un mayordomo ciego al que su ceguera le pone en situaciones cómicas como dejarse puertas abiertas pensando que están cerradas o aparcando los coches en que acuden los invitados. Su padre se llamaba Querraro Bensonseñora.

## Doblaje
| Personaje              | Actor original  | Actor de doblaje |
| ---------------------- | --------------- | ---------------- |
| Sidney Wang            | Peter Sellers   | Luis Carrillo    |
| Dick Charleston        | David Niven     | Manuel Cano      |
| Dora Charleston        | Maggie Smith    | Celia Honrubia   |
| Milo Perrier           | James Coco      | Víctor Agramunt  |
| Marcel Cassette        | James Cromwell  | Federico Guillén |
| Sam Diamond            | Peter Falk      | Luis Porcar      |
| Tess Skeffington       | Eileen Brennan  | María del Puy    |
| Jessica Marbles        | Elsa Lanchester | Ana Díaz Plana   |
| Srta. Withers          | Estelle Winwood | Pilar Calvo      |
| Lionel Twain           | Truman Capote   | Félix Acaso      |
| Jameseñor Bensonseñora | Alec Guinness   | Vicente Bañó     |